# 青县
青县是河北省沧州市下辖的一个县。縣政府駐清州镇迎宾路9号。

## 人口
根據全國第七次人口普查結果顯示：2020年末，全县常住人口为420878人，与2010年第六次全国人口普查的402137人相比，增加18741人，增长4.56%，年平均增长率为0.45%。

## 气候
青县气候属温带半湿润大陆性季风气候，四季分明。年均气温12.1℃，年日照2769.8小时，无霜期180天，年均降水量618mm。

## 行政区划
青县下辖7个镇、3个乡：
清州镇、金牛镇、新兴镇、流河镇、木门店镇、马厂镇、盘古镇、曹寺镇、上伍乡、陈嘴乡和青县农场。

## 交通
- 公路：  104国道、 105国道、 337国道过境。
- 铁路：京沪铁路青县站

## 教育
- 高中：青县一中、职教中学
- 初中：青县第二中学、树人中学、实验中学
- 小学：青县实验小学、树人小学